# Franz Grainer
Franz Grainer (Bad Reichenhall, 28 settembre 1871 – Monaco di Baviera, 1948) è stato un fotografo tedesco della corte bavarese.

## Carriera
Grainer, figlio di un altro fotografo con lo stesso nome Grainer (1852–1883), morto prematuramente quando lui era ancora piccolo, creò numerosi ritratti dei figli dell'ultimo principe ereditario di Baviera, Rupprecht, in particolare il primogenito Luitpold e il figlio Alberto Leopoldo di Baviera, che fu l'unico a raggiungere l'età adulta. Nel 1919 fu uno dei membri fondatori della "Gesellschaft Deutscher Lichtbildner" (GDL), divenuta tempo dopo la "Deutsche Fotografische Akademie", di cui furono soci importanti fotografi come Aenne Biermann, Genja Jonas, Walter Peterhans, Albert Renger-Patzsch e molti altri. Ne fu il presidente anche durante il Terzo Reich per un certo periodo.
Negli anni Trenta lavorò anche al nudo. Le sue fotografie sono conservate al Museum Folkwang di Essen e al Fotomuseum nello Stadtmuseum di Monaco di Baviera.

## Opere
- From the wild. Thierstudien from the high Alps in snapshots by Franz Grainer bayer. Hofphotograph, Berlin 1898
- The modern female portrait, in: Das Deutsche Lichtbild. Year 1927, Berlin 1927

## Galleria d'immagini

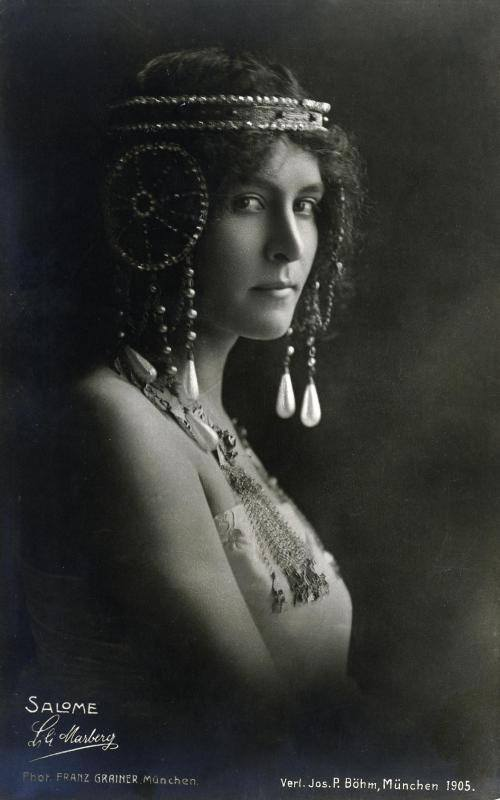
l'attrice Lili Marberg nel 1905
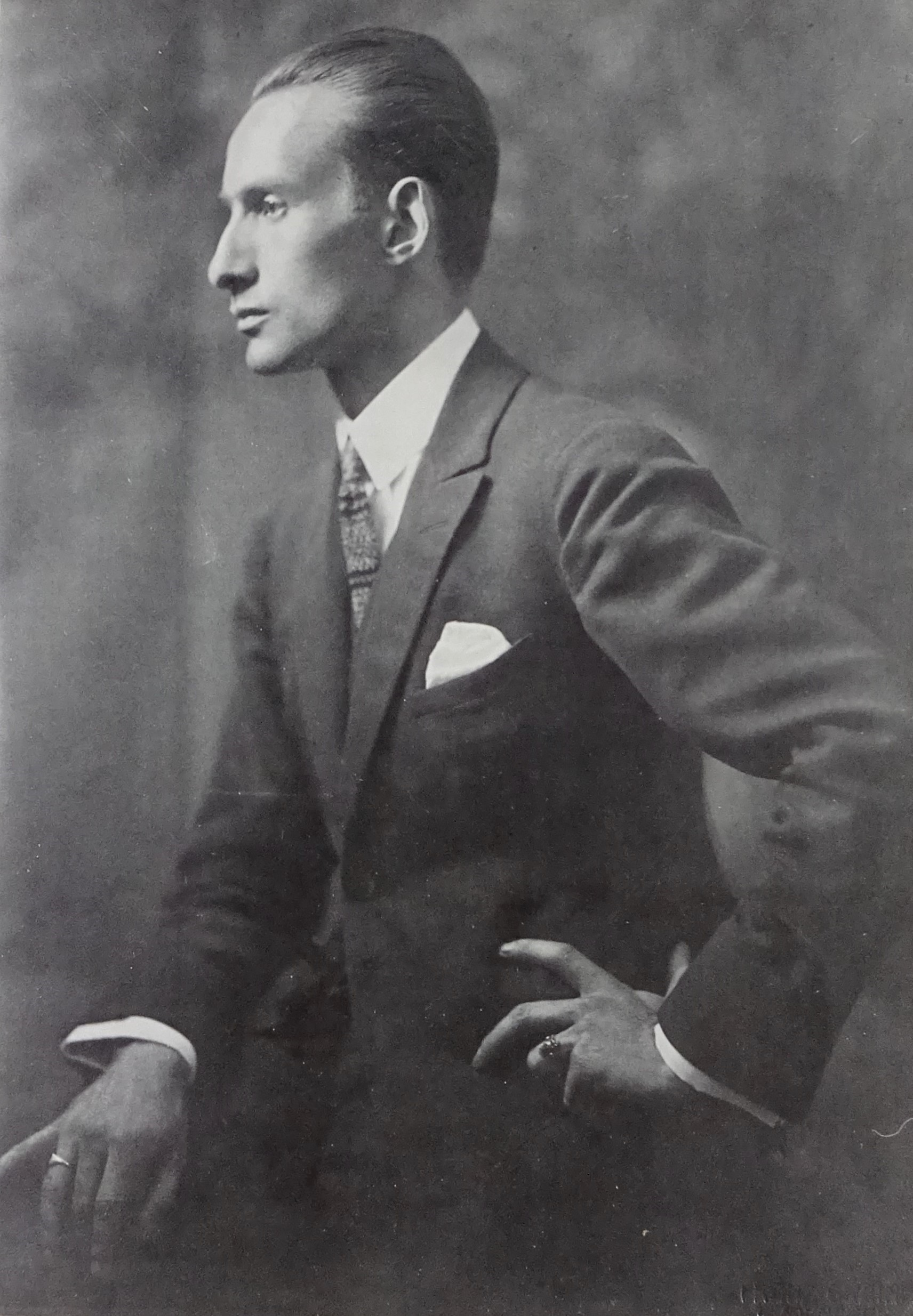
il pittore Christian Schad nel 1912
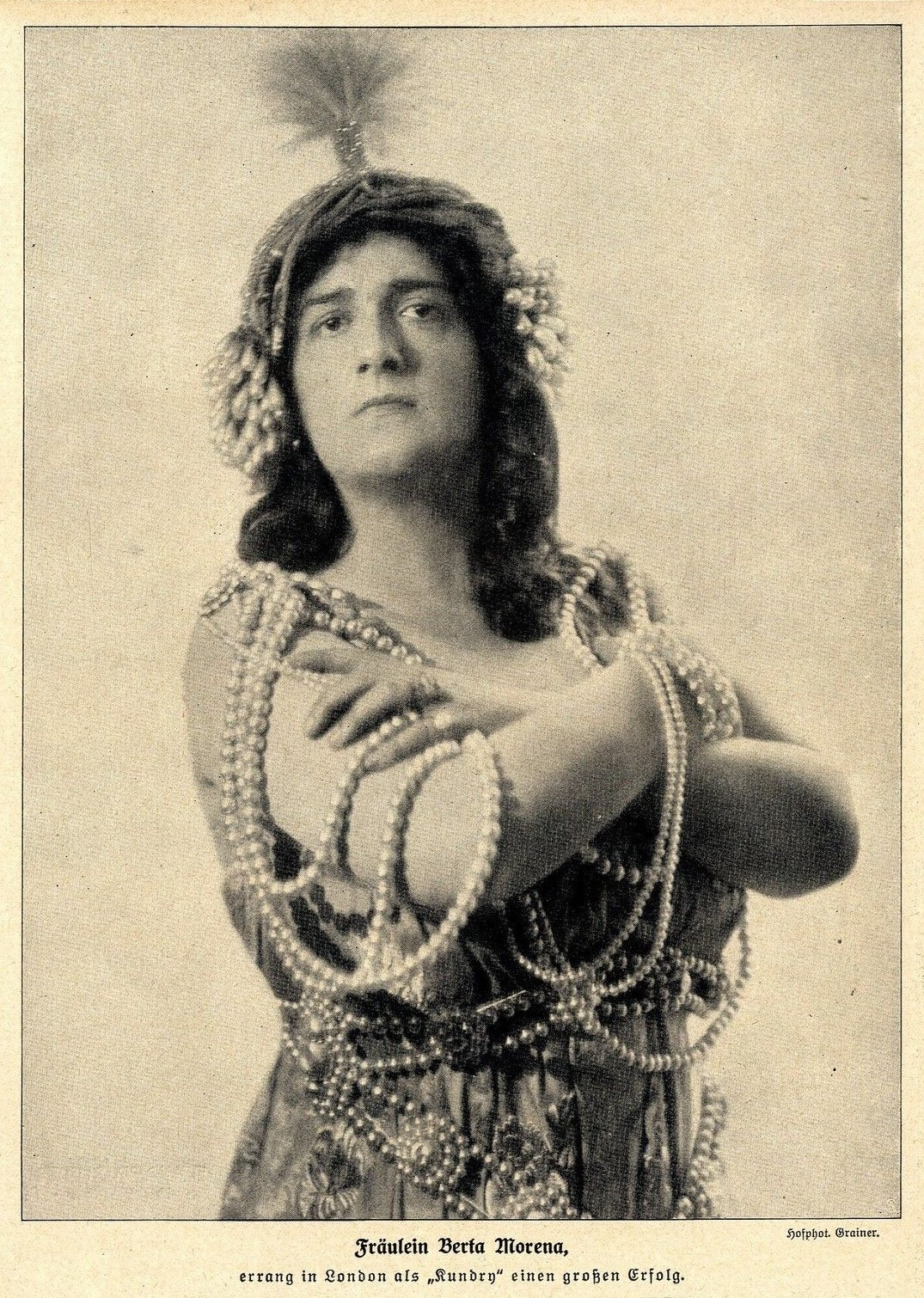
la soprano Berta Moreno nel 1914
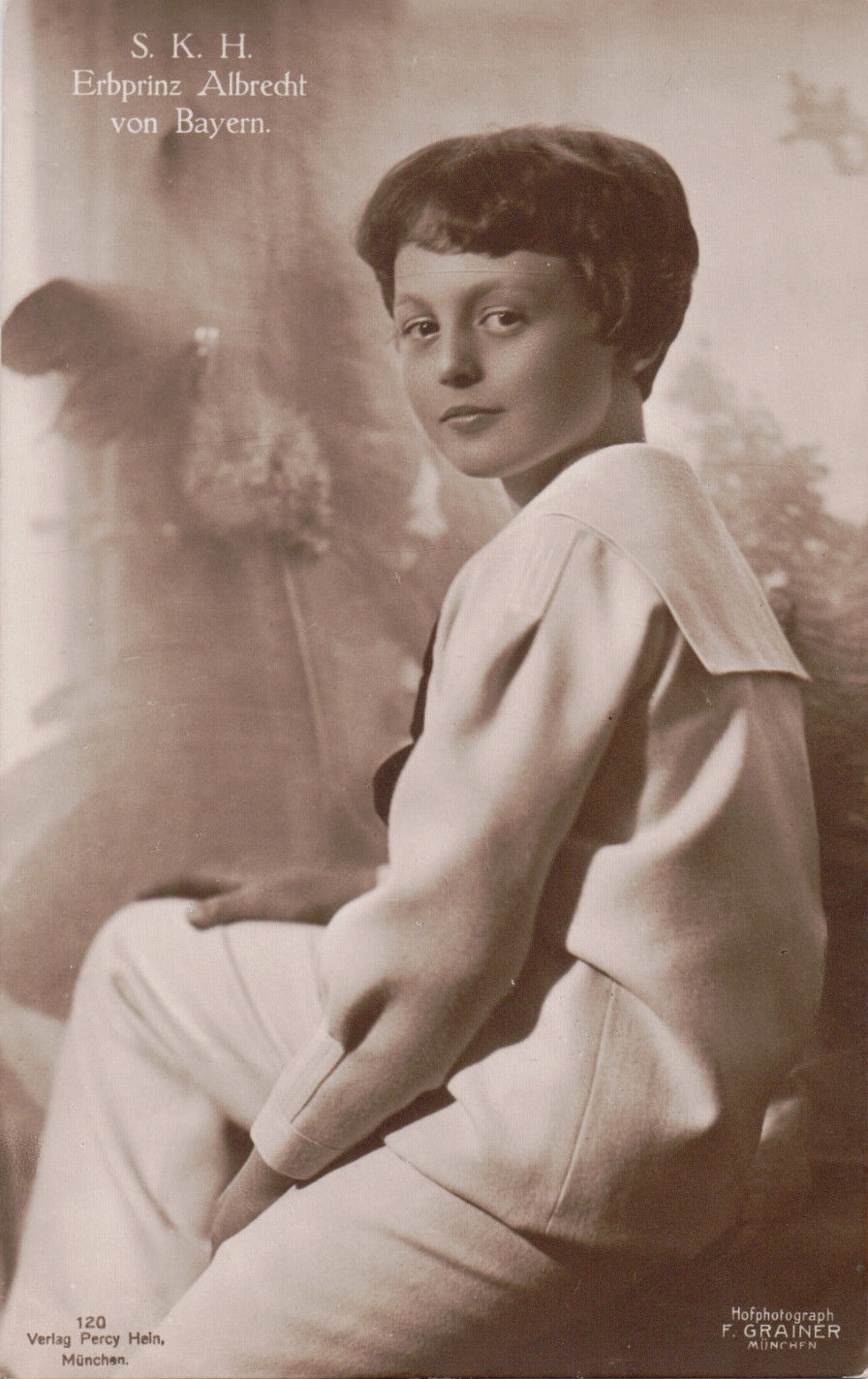
il principe Alberto Leopoldo di Baviera nel 1915 circa
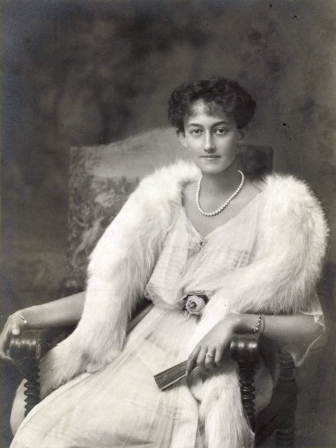
la principessa Antonia di Nassau-Weilburg nel 1918
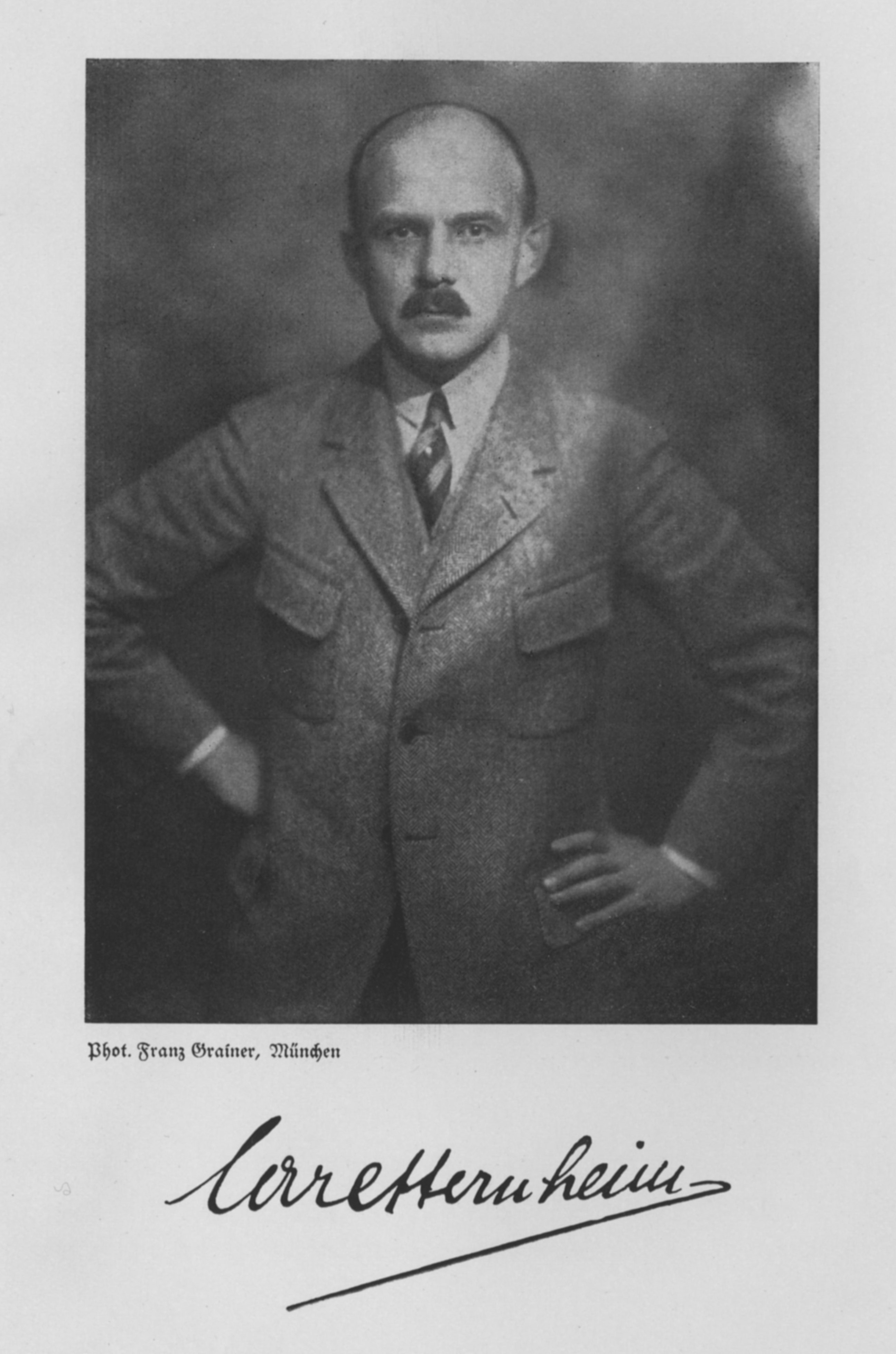
lo scrittore Carl Sternheim nel 1921
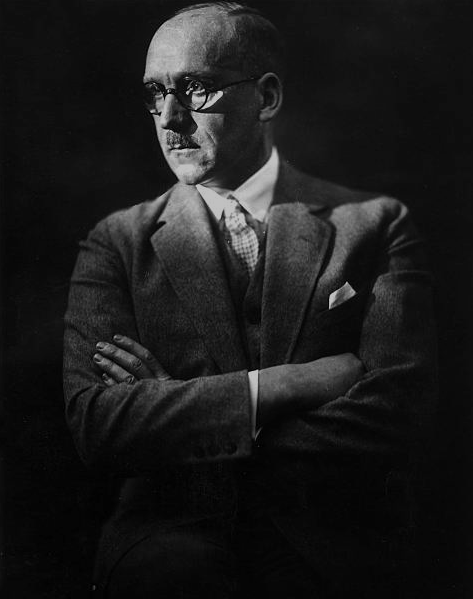
il chirurgo Ernst Ferdinand Sauerbruch nel 1927
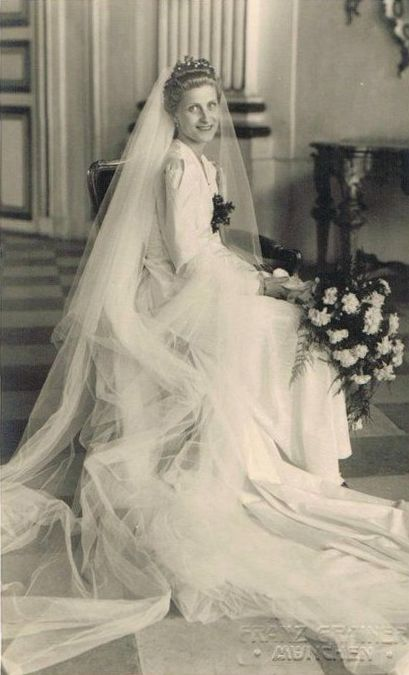
la principessa Elisabetta Maria di Baviera nel 1939 circa